# Єленик
Єленик (словен. Jelenik) — поселення в общині Кршко, Споднєпосавський регіон, Словенія. Висота над рівнем моря: 308,7 м.